# متیس ۹

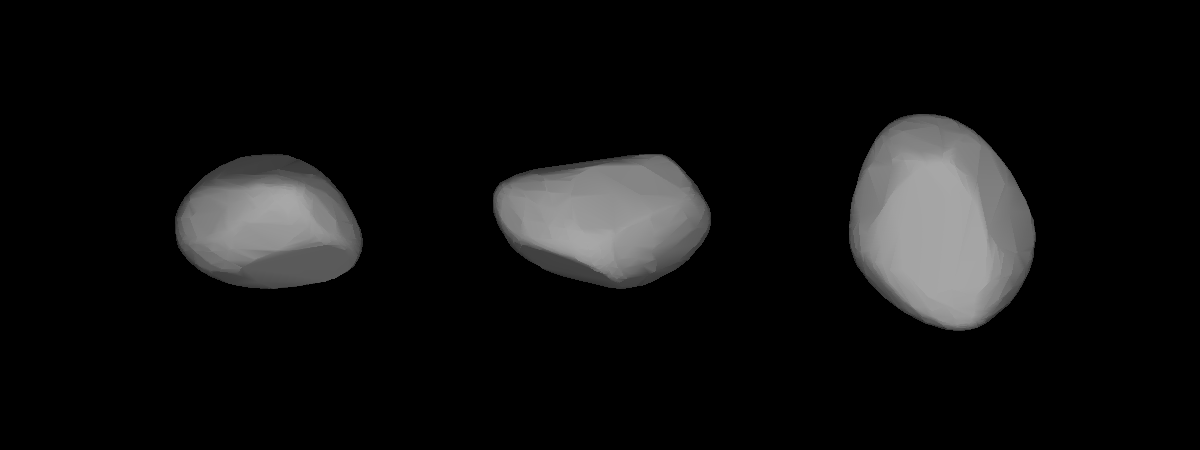
مدل سه‌بُعدی سیارک متیس ۹ بر اساس منحنی نور آن

سیارک ۹ (به انگلیسی: 9 Metis) نهمین سیارک کشف شده‌است که در ۲۵ آوریل ۱۸۴۸ کشف شد.
قدر مطلق سیارک برابر ۶٫۲۸ است.